# Saskatchewan (film)
Saskatchewan is een Amerikaanse avonturenfilm uit 1954 onder regie van Raoul Walsh.

## Verhaal
Thomas O'Rourke is een Canadese politieagent te paard. Hij is samen met zijn indiaanse halfbroer Cajou vallen gaan zetten. Op hun terugreis ontdekken ze enkele uitgebrande huifkarren. Inspecteur Benton gelooft dat de aanval het werk is van de Cree. Hij eist daarom hun onmiddellijke ontwapening. O'Rourke neemt het op voor de indianen.

## Rolverdeling
| Acteur          | Personage        |
| --------------- | ---------------- |
| Alan Ladd       | Thomas O'Rourke  |
| Shelley Winters | Grace Markey     |
| J. Carrol Naish | Batoche          |
| Hugh O'Brian    | Carl Smith       |
| Robert Douglas  | Benton           |
| George L. Lewis | Lawson           |
| Richard Long    | Abbott           |
| Jay Silverheels | Cajou            |
| Antonio Moreno  | Chief Dark Cloud |
| Frank Chase     | Keller           |
| Lowell Gilmore  | Banks            |
| Anthony Caruso  | Spotted Eagle    |
| Henry Wills     | Merrill          |
| Bob Herron      | Brill            |